# 施利希廷
施利希廷是德国石勒苏益格－荷尔斯泰因州的一个市镇。总面积12.50平方公里，总人口218人，其中男性106人，女性112人（2011年12月31日），人口密度17人/平方公里。